# Cristòfol Lledó
Cristòfol Lledó (Barcelona, 1632 – 1692) fou conseller en cap del Consell de Cent de la Ciutat durant tres mandats: el 1678, el 1683 i el 1687.
Cristòfol Lledó provenia d'una família de mercaders de Barcelona. Malgrat això, va anar escalant posició social en accedir a la carrera militar i participar en els permanents conflictes bèl·lics de la segona meitat del segle xvii. El 1643 va participar en l'ajuda a Girona enviada per la ciutat de Barcelona i hi ascendí a capità d'infanteria. El seu darrer ascens va ésser al càrrec de mestre del camp d'infanteria amb plaça al costat del capità general.
El 1678 fou elegit conseller en cap de Barcelona per primer cop, dirigint la defensa de la ciutat contra els vaixells de guerra francesos que l'atacaren. Tornà a ser escollit el 1683.
El seu tercer mandat, el 1687, va coincidir amb l'esclat de la Revolta dels Barretines, en la que va fer costat al virrei Leganés, a diferència de la Generalitat que va prendre partit pels pagesos.